# Plastificeren
Plastificeren is het aanbrengen van een kunststoflaag/coating die zich tijdens aanbrengen in de plastische fase bevindt. Het wordt onder andere toegepast bij kabels en metalengaas.
Het kunststof wordt eerst tijdens een plasticeerproces (extrusie) van de aanvankelijk harde toestand onder invloed van warmte en druk in de plastische toestand gebracht. Het plasticeren vindt plaats in een plasticeercilinder en plasticeerschroef. Het geplasticeerde kunststof wordt vervolgens aangebracht op bijvoorbeeld een koperdraad of op gaas. Enkel het aanbrengen van de plastische kunststof noemen we plastificeren, niet het plasticeren of verweken dat eraan voorafgaat.
Plastificeren wordt soms verward met plasticeren en lamineren.
Een plastificeerder is een hulpstof die wordt toegevoegd aan beton om het beter verwerkbaar te maken, zonder water toe te voegen. 